# تشاه وطن دوست (يونسي)
تشاه وطن دوست (بالإنجليزية: Chah-e Vatan Dust)‏ هي مستوطنة تقع في إيران في قسم يونسي الريفي.